# Batalha de Seneffe

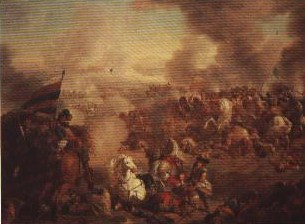
Batalha de Seneffe

A Batalha de Seneffe foi um conflito militar da Guerra Franco-Holandesa lutado no dia 11 de Agosto de 1674, perto de Seneffe na atual Bélgica.  É considerada um empate de forças devido a vitória tática da França, comandada por Luís de Bourdon, Príncipe de Condé e uma retirada estratégica do exército Hispânico-Germânico-Holandês para posições fortificadas na República Holandesa, comandada por Guilherme III de Orange.